# Ana Amalia de Brunswick-Wolfenbüttel

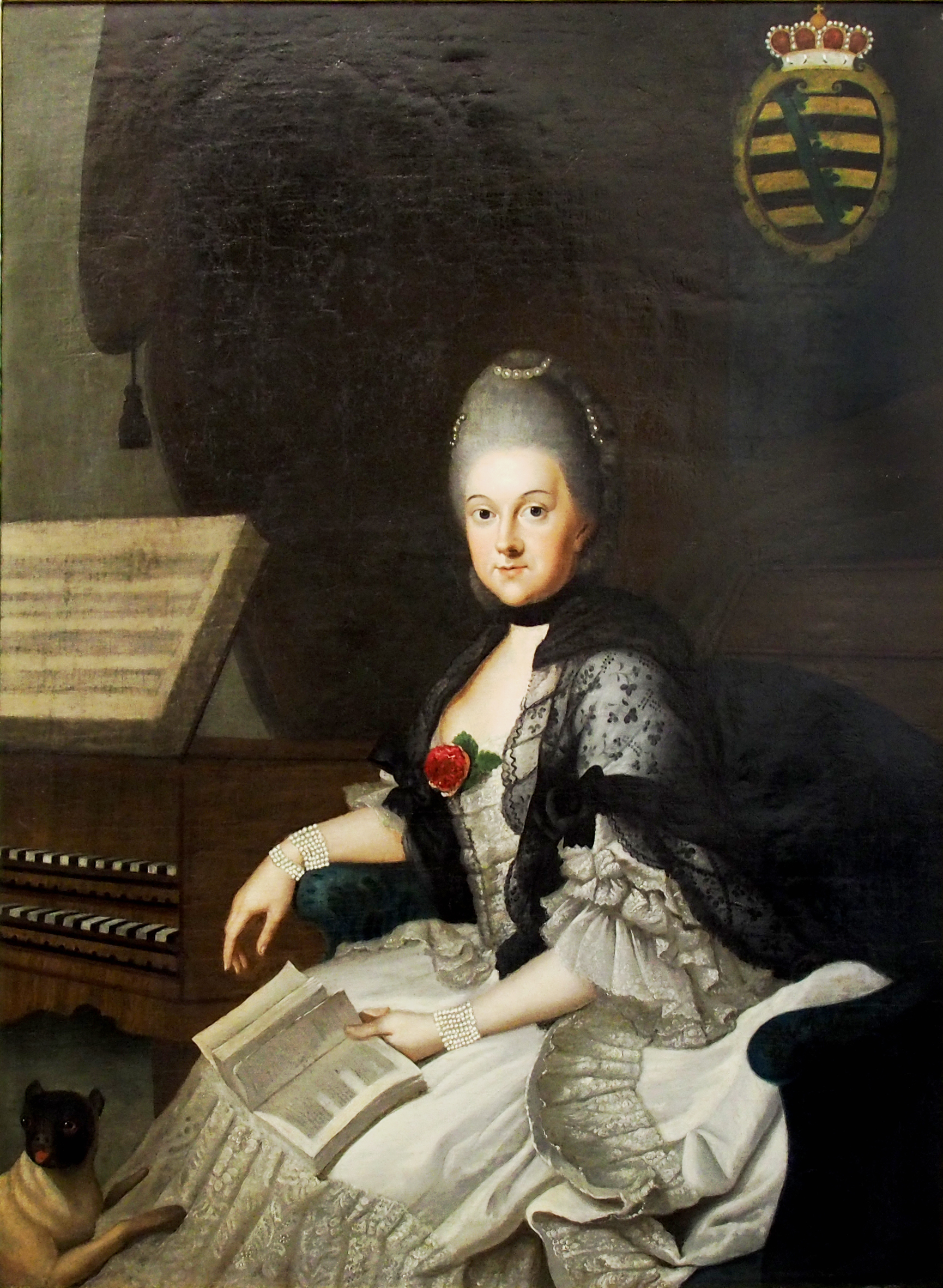
Retrato de Ana Amalia en 1773

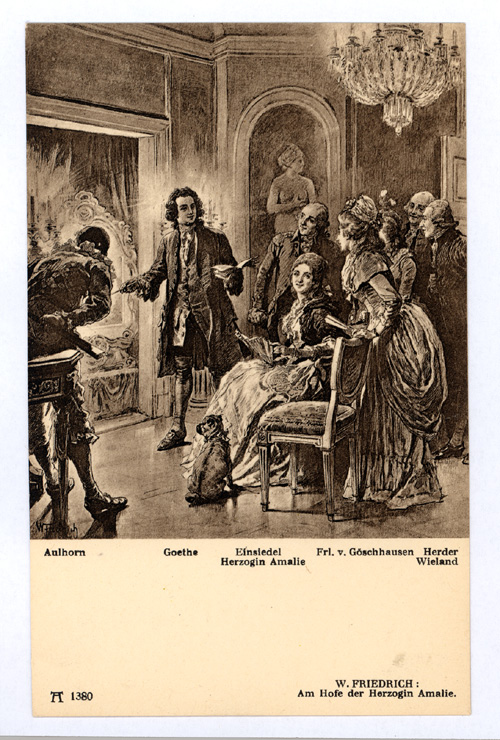
Grabado una reunión en el Salón literario de Ana Amalia.

Ana Amalia de Brunswick-Wolfenbüttel (Wolfenbüttel, 24 de octubre de 1739 - Weimar, 10 de abril de 1807), por matrimonio Duquesa de Sajonia-Weimar-Eisenach, fue una mecenas y compositora alemana. Nació en el castillo de Wolfenbüttel, siendo la quinta de un total de trece hijos del duque Carlos I de Brunswick-Wolfenbüttel y la princesa Filipina Carlota de Prusia. Su abuelo materno fue el rey Federico Guillermo I de Prusia.

## Juventud y matrimonio
Su educación fue la usual para una princesa de la alta nobleza y estuvo a cargo de los teólogos Johann Friedrich Wilhelm Jesusalem y Matthias Theodor Cristoph Mittelstädt. A pesar de que su única finalidad era el matrimonio y la vida de la corte, las hijas del Duque recibieron la misma educación que los hijos. Su currículo incluía latín, inglés, francés y alemán, además de historia, geografía y teología. Su padre regía según los principios del despotismo ilustrado y promovía la música, el arte, el teatro y la educación. Estas experiencias de su juventud se reflejan en la posterior regencia de Ana Amalia.
El 16 de marzo de 1756, con solo dieciséis años de edad, fue casada con el Duque Ernesto Augusto II de Sajonia-Weimar-Eisenach y se trasladó a la corte de Weimar. Ana Amalia dio a luz al príncipe heredero Carlos Augusto en septiembre del año siguiente. Su segundo hijo nació meses después de la prematura muerte de su esposo, que falleció el 28 de mayo de 1758. Ana Amalia permaneció viuda el resto de su vida.

## Regencia en Weimar
De acuerdo con las estipulaciones del testamento de su esposo, Ana Amalia asumió la regencia de los ducados de Sajonia-Weimar y Sajonia-Eisenach en nombre de su hijo Carlos Augusto, que solo tenía nueve meses cuando murió su padre. Como regente, Ana Amalia tuvo que luchar constantemente contra la intromisión de los consejeros y la nobleza provincial. A medida que su hijo se acercaba a la mayoría de edad, estas intromisiones se hacían más persistentes. 
Introdujo muchas reformas en la administración de justicia, administración estatal y en la educación, pero muchas de las reformas permanecieron incompletas. Hizo esfuerzos para darle un carácter más cosmopolita a la provincial ciudad de Weimar, introduciendo la iluminación nocturna de las calles y ordenando la destrucción de los graneros dentro de la ciudad. Además trató de mejorar las condiciones de vida de los más pobres, creando una escuela pública, pero sus esfuerzos no siempre fueron apreciados. Hubo disturbios cuando quiso introducir un impuesto para el entrenamiento de matronas y la creación de una casa de partos para combatir la mortalidad infantil y de parturientas. Al día siguiente de los disturbios, el 6 de mayo de 1774, un incendio destruyó el palacio de Weimar.
Cuando el 3 de septiembre de 1775 entregó el poder a su hijo Carlos Augusto, las finanzas del ducado estaban en mal estado debido a la Guerra de los siete años y los altos costos del mantenimiento de la corte, pero las deudas eran relativamente bajas.

## Educación de los hijos
La educación de sus hijos estuvo a cargo de Johann Eustach von Görtz, con el que nunca tuvo buenas relaciones a pesar de haberle recomendado ella misma para el puesto. Görtz se identificaba con las ideas de Jean-Jacques Rousseau y Johann Bernhard Basedow y trataba de incorporar estas ideas dentro de la enseñanza de los príncipes.
Ana Amalia temía que Görtz estuviera alienando a sus hijos, por lo que en 1772 incorporó al poeta y profesor de filosofía Christoph Martin Wieland al grupo de maestros de los príncipes. Esto condujo a muchos conflictos entre Görtz y Wieland por el favor del futuro duque. Al terminar la educación de los príncipes, Wieland permaneció en Weimar como asesor literario de Ana Amalia.

## Vida en la corte
Durante su regencia, Ana Amalia fue siempre el centro de atención de los otros nobles de la corte. Hay muchos informes de visitantes que hablan de los bailes de máscaras y representaciones teatrales en la ciudad. En el año 1766, a instancias de Ana Amalia, la "Biblioteca ducal" fue trasladada del Palacio ducal al llamado Palacio verde, que había sido remodelado para su uso exclusivo. Ana Amalia fue una gran patrocinadora de la biblioteca, asignándole un presupuesto generoso para nuevas adquisiciones y donando libros de su colección privada. Al fin de su vida, sus donaciones personales ascendían a más de 5.000 libros. Desde 1991 la biblioteca tiene el nombre de Biblioteca de la duquesa Ana Amalia en su honor, y en 1998 fue declarada Patrimonio de la Humanidad.
A partir de 1775 empezó a invitar a más y más poetas, científicos y artistas burgueses a las reuniones de la corte. Estos, por lo general, no eran ciudadanos de Weimar, sino más bien del resto de Alemania. Entre los invitados de esta época se encontraba Johann Joachim Christoph Bode de los Iluminati. Sus invitadas solían ser de la baja nobleza o esposas de militares.
La baronesa Charlotte von Stein, quien compartía su pasión por la literatura, el arte y la música, fue por muchos años su dama de compañía. Ana Amalia compuso una sinfonía, un oratorio, un divertimento y música para el Singspiel de Goethe Erwin und Elmire.

## La leyenda de"La corte de las musas"
Con la llegada de Johann Wolfgang Goethe en 1775, Weimar se convirtió en un centro de peregrinación para todas las luminarias literarias no solo de Alemania, sino de toda Europa. El año siguiente llegó Johann Gottfried Herder, seguido de Friedrich Schiller. Ana Amalia fue mecenas de las carreras de muchos literatos, artistas y filósofos. Su salón literario no tenía rival en su época.
Wieland dijo de la llamada "Corte de las musas" de Ana Amalia, que era:

... una institución para la promoción de la alegría y el buen humor, donde se tocaba piano y violín, soplando, silbando y jugueteando, para que los ángeles del cielo se divirtiesen.

Ana Amalia de Brunswick-Wolfenbüttel falleció el 10 de abril de 1807 en Weimar.